# منسجة
المنسجة  أو ملتقمة كبيرة بالأنسجة أو تكون الأنسجة (بالإنجليزية : Histiocyte) هي نوع من الخلايا الأكولة الكبيرة ،والتي هي خلايا دم بيضاء قادرة على بلع نفايات المواد أو السموم أو الأجسام الغريبة في الجسم وقد تكون خلية متغصنة كخلية لانغرهانس والمنسجات جزء من جملة البلعميات والوحيدات في الجهاز المناعي.
تنشأ المنسجات من نخاع العظم من الخلايا الجذعية التي تتمايز وتنضج ومن ثم تهاجر من نخاع العظم إلى الدم كخلايا وحيدة النواة حيث تستمر في الدوران داخل الدم وتدخل الأعضاء المختلفة وهناك تتمايز إلى خلايا منسجة.
- توجد في النسيج الضام وتمتلك شكلا مغزليا أو نجميا وقادرة على تشكيل الأهداب .
- أجسامها الحالة غنية بالفوسفاتاز و الهيدروليز .
- المنسجات تمتص  العديد من المركبات الغريبة على الجسم (مثل البكتيريا) التي تفحص بعد ذلك في خلايا تي الليمفاوية للتحقق، علاوة على ذلك فهي قادرة على  إفراز كولاجينازات متعددة وهي مواد مهمة في القضاء على بعض الهياكل في الأنسجة خارج الخلية.
- اضطرابها وتواجد أعداد كبيرة منها يؤدي لأمراض كثرة المنسجات النادرة .